# Tkanka nerwowa

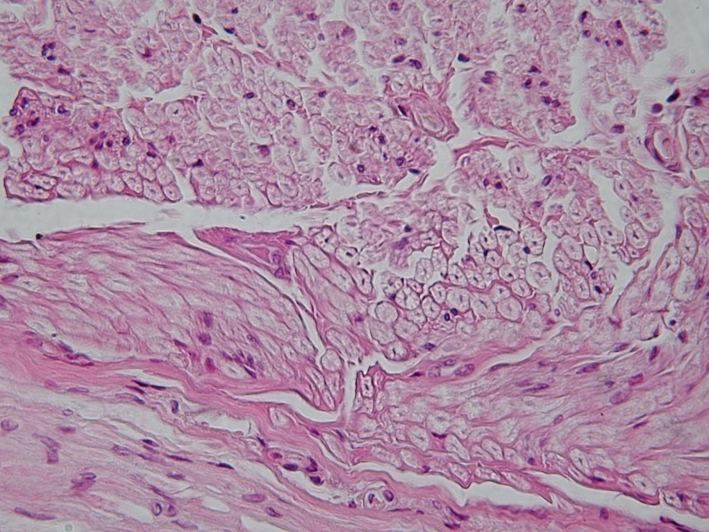
Fotografia tkanki nerwowej - przekrój poprzeczny przez nerw obwodowy, barwienie hematoksyliną i eozyną

Tkanka nerwowa (łac. textus nervosus) – tkanka składająca się z neuronów (komórek nerwowych) i komórek glejowych, tworząca układ nerwowy.

## Funkcja
Centralny układ nerwowy, od którego odchodzą liczne włókna nerwowe, pełni nadrzędną funkcję w stosunku do innych układów i całego organizmu. Układ nerwowy scala, kontroluje wszystkie czynności życiowe i funkcjonowanie żywego organizmu w zmieniającym się środowisku: w zależności od sytuacji w środowisku zarówno wewnętrznym jak i zewnętrznym układ nerwowy wytwarza adekwatną odpowiedź. Zapewniane jest to dzięki temu, że neurony stale rejestrują i analizują informacje o stanie wewnętrznym organizmu jak i zewnętrznym stanie otoczenia, przez co przygotowują organizm do adekwatnej reakcji. M.in. komórki układu nerwowego odbierają bodźce od receptorów (wrażliwych np. na dotyk, temperaturę czy światło) i przekazują je do efektorów, te zaś przetwarzają je w adekwatne odpowiedzi. Do neuronów należy również koordynacja aktywności intelektualnej, świadomości, podświadomości, aktywności ruchowej czy też czynności gruczołów dokrewnych. 

## Budowa

Schemat neuronu

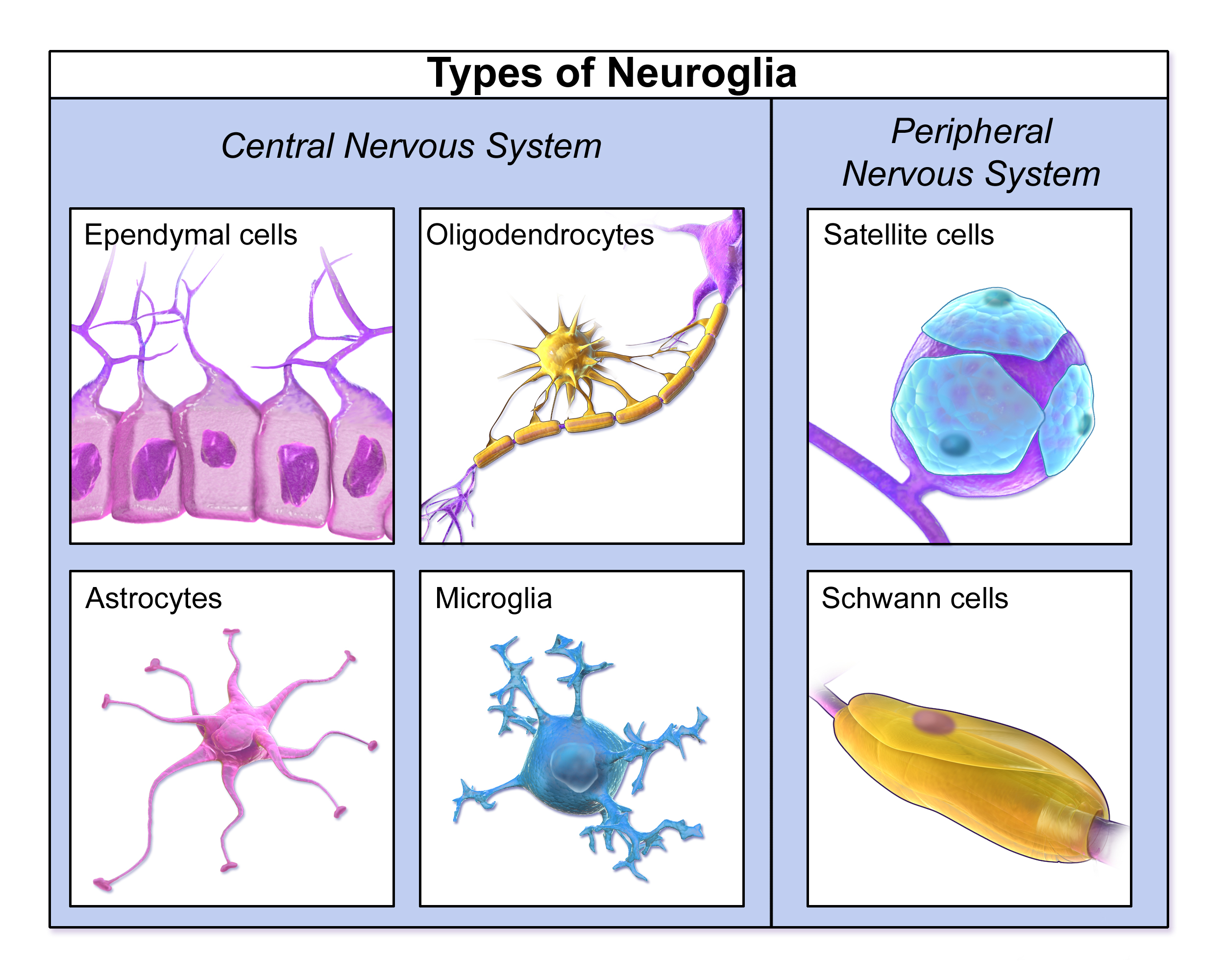
Typy komórek glejowych

Tkanka nerwowa składa się z neuronów, które są odpowiedzialne za przewodzenie sygnałów i syntezę peptydów uczestniczących w przewodnictwie synaptycznym oraz komórek glejowych, które pełnią liczne funkcje w zakresie "komórek opiekuńczych", czyli np. funkcje podporowe, metaboliczne i ochronne. Neurony występują w całym układzie nerwowym i składają się z ciała komórki zawierającego jądro. Od tego ciała odchodzą krótkie wypustki zwane dendrytami oraz najczęściej jedna, długa i rozgałęziona na końcu wypustka – neuryt. Mogą go otaczać osłonki mielinowe. Dendryty odbierają bodźce i przekazują je do ciała komórki nerwowej, a stąd przez neuryt informacja trafia do następnej komórki nerwowej. Przewodzenie impulsów z neuronu do innego neuronu zachodzi dzięki wytwarzaniu substancji przekaźnikowej.

Z tkanki nerwowej zbudowane są:
- ośrodkowy układ nerwowy:
  - mózg (mózgowie),
  - rdzeń kręgowy,
- obwodowy układ nerwowy.

Konkretne uporządkowanie tkanki nerwowej i skład komórek glejowych zależy od miejsca występowania w organizmie.

### Ośrodkowy układ nerwowy
Z histologicznego punktu widzenia, w ośrodkowym układzie nerwowym wyróżnia się część zawierającą głównie ciała komórek nerwowych – istotę szarą i część zawierającą głównie włókna – istotę białą. Zrąb istoty szarej tworzą głównie astrocyty, mniej jest oligodendrocytów (które wytwarzają osłonkę mielinową) i komórek mikrogleju (pełniących role związane z obroną immunologiczną). Istota szara w korze mózgu tworzy wyraźnie widoczne na przekroju poprzecznym warstwy. U człowieka wyróżnia się korę nową (zazwyczaj 6 warstw) i korę starą (3 lub 4 warstwy). Ponadto, blaszkowate zakończenia wypustek astrocytów wytwarzają izolującą warstwę graniczną wewnętrzną, która oddziela istotę szarą od opony miękkiej i naczyń krwionośnych. Istota szara tworzy płaszcz mózgu, jądra podstawne oraz wewnętrzną część rdzenia kręgowego w postaci m.in. rogów przednich, tylnych i bocznych.

Zrąb istoty białej tworzą głównie astrocyty włókniste. Włókna nerwowe z reguły biegną w sposób uporządkowany, tworząc drogi, powrózki, sznury, torebki, wstęgi, promienistości i konary.
Ponadto, w tkance nerwowej ośrodkowego układu nerwowego znajdują się swoiste komórki zwane ependymocytami, znajdujące się na wewnętrznej powierzchni komór mózgu i wokół kanału centralnego (w rdzeniu kręgowym). Biorą one udział w wytwarzaniu płynu mózgowo-rdzeniowego.

### Obwodowy układ nerwowy
Obwodowy układ nerwowy składa się ze zwojów nerwowych, nerwów czaszkowych i rdzeniowych oraz receptorów. Komórki glejowe w tym układzie to komórki Schwanna, które w przeciwieństwie do oligodendrocytów wytwarzają osłonkę mielinową jedynie dla jednego włókna nerwowego, oraz komórki satelitarne.

## Regeneracja
Tkanka nerwowa ma bardzo słabe możliwości regeneracyjne, ponieważ większość dojrzałych neuronów w ciele człowieka nie ma centrioli i nie jest w stanie się dzielić. Możliwa jest jednak regeneracja włókien nerwowych w obwodowym układzie nerwowym, nawet po ich całkowitym przecięciu. Kilka dni po przecięciu dochodzi do zwyrodnienia aksonu w okolicy uszkodzenia – jest to tzw. zwyrodnienie Wallera. Równocześnie licznie dzielą się komórki Schwanna. 
Tygodnie później przecięty akson kiełkuje od strony proksymalnej w kierunku pierwotnego obszaru unerwienia. Odbywa się to z prędkością 1 mm dziennie. Z sąsiadujących neuronów często kiełkują bocznice aksonalne. Na skutek zgrubiałej osłonki mielinowej (wzmożona proliferacja komórek Schwanna), przewodnictwo w tak powstałej komórce nerwowej jest nieco wolniejsze niż w pierwotnej. 

Kiełkujące aksony nie są w stanie jednak dotrzeć do miejsca pierwotnego unerwiania, jeżeli po drodze napotkają blizny łącznotkankowe (powstają wtedy zgrubiałe nerwiaki). Stąd też, podczas zniszczenia długiego odcinka nerwu, uzasadniony jest przeszczep nerwu, który mostkuje uszkodzony fragment.

## Rozwój

Powstawanie cewy nerwowej – schemat

Tkanka nerwowa u człowieka rozwija się początkowo z pierwotnej ektodermy zlokalizowanej powyżej struny grzbietowej. Struna indukuje rozwój płytki nerwowej za pomocą indukcji embrionalnej. Płytka stopniowo zawija się, tworząc rynienkę nerwową, a w 21 dniu rozwoju - cewę nerwową. Podczas jej formowania, część komórek oddziela się, tworząc grzebienie nerwowe, które następnie wędrują do różnych miejsc w organizmie tworząc wiele struktur. Z komórek odcinka czaszkowego tworzą m.in. zwoje przywspółczulne nerwów czaszkowych, zaś komórki z odcinka piersiowo-lędźwiowego przekształcają się w neurony obwodowe, komórki Schwanna, melanocyty i komórki endokrynne. Ponieważ te komórki są źródłem tak licznych struktur w odległych miejscach w organizmie, z pierwotnej tkanki nerwowej powstaje wiele złośliwych nowotworów, m.in. nerwiak płodowy, czerniak złośliwy, rak rdzeniasty tarczycy i rakowiak. Ponadto, ich niewłaściwy rozwój może powodować choroby, takie jak choroba Hirschsprunga (aganglioza końcowego odcinka jelit) lub nerwiakowłókniakowatość. 

Komórki mikrogleju jako jedyne wywodzą się z mezodermy.